# Neognophomyia schildi
Neognophomyia schildi är en tvåvingeart som beskrevs av Alexander 1945. Neognophomyia schildi ingår i släktet Neognophomyia och familjen småharkrankar.
Artens utbredningsområde är Costa Rica. Inga underarter finns listade i Catalogue of Life.